# Сьюзен Лі (веслувальниця)
Сьюзен Лі (англ. Susan Lee, 7 червня 1966) — австралійська академічна веслувальниця.
Бронзова призерка Олімпійських Ігор 1984 року в складі розпашної четвірки зі стерновою.